# Martin O'Malley
Martin Joseph O'Malley (født 18. januar 1963 i Washington D.C., USA) er en amerikansk politiker for Det Demokratiske Parti. Han var guvernør i delstaten Maryland fra 2007-2015 samt borgmester i Marylands største by, Baltimore, fra 1999 til 2007.
O'Malley var opstillet til Demokraternes nominering til Præsidentvalget i 2016 mod blandt andre tidligere udenrigsminister Hillary Clinton og senator Bernie Sanders. Han trak dog sit kandidatur efter dårlige resultater ved det første såkaldte caucus i delstaten Iowa og erklærede i stedet sin støtte til Hillary Clinton få måneder senere.